# WTA Swiss Open 1983
Lo WTA Swiss Open 1983 è stato un torneo di tennis giocato sulla terra rossa. È stata la 12ª edizione del torneo, che fa parte del Virginia Slims World Championship Series 1983. Si è giocato al Drizia-Miremont Tennis Club di Lugano in Svizzera, dal 9 al 15 maggio 1983.

## Campionesse

### Singolare
Torneo terminato al 3º turno per pioggia

### Doppio
Christiane Jolissaint /  Marcella Mesker hanno battuto in finale  Petra Delhees /  Pat Medrado con il punteggio di 6–2, 3–6, 7–5.